# Весёлое (Змиёвский район)
Весёлое (укр. Веселе; до 2016 г. Радго́спное) — село (до 2010 г. — посёлок), Тарановский сельский совет, Змиёвский район, Харьковская область, Украина.
Код КОАТУУ — 6321786006. Население по переписи 2001 года составляло 4 (3/1 м/ж) человека. Население на 2020 год составляет 0 человек.

## Географическое положение
Село Весёлое находилось между сёлами Беспаловка и Раздольное (2,5 км).

## Происхождение названия
Украинское Радгоспне переводится как Совхозное.

## История
- 1689 — дата основания.